# Припутні (Шепетівський район)
Припу́тні, Припутки — село в Україні, у Ізяславській міській громаді Шепетівського району Хмельницької області. Населення становить 280 осіб.

## Географія

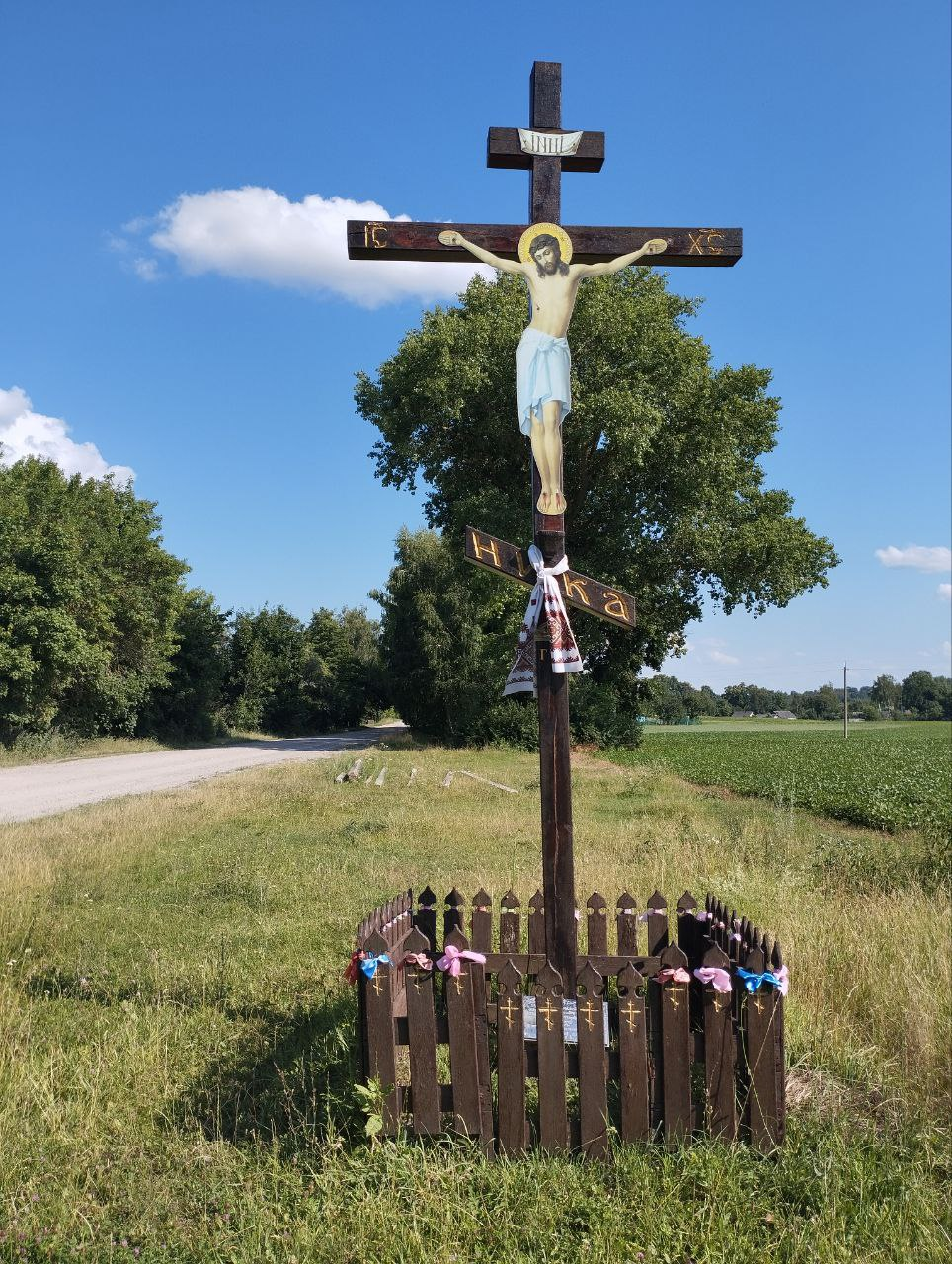
.

Селом протікає річка Понора.
Хрест при в'їзді в селище

## Історія
У 1906 році село Новосільської волості Ізяславського повіту Волинської губернії. Відстань від повітового міста 7 верст, від волості 7. Дворів 142, мешканців 1101.
Протягом 1907–1917 років село у складі Заславського ключа Заславського майорату князів Санґушків.
7 (20) листопада 1917 року, відповідно до Третього Універсалу Української Центральної Ради, увійшло до складу Української Народної Республіки.
До 2020 орган місцевого самоврядування — Білівська сільська рада.
12 червня 2020 року, відповідно до розпорядження Кабінету Міністрів України № 727-р «Про визначення адміністративних центрів та затвердження територій територіальних громад Хмельницької області», увійшло до складу Ізяславської міської територіальної громади.

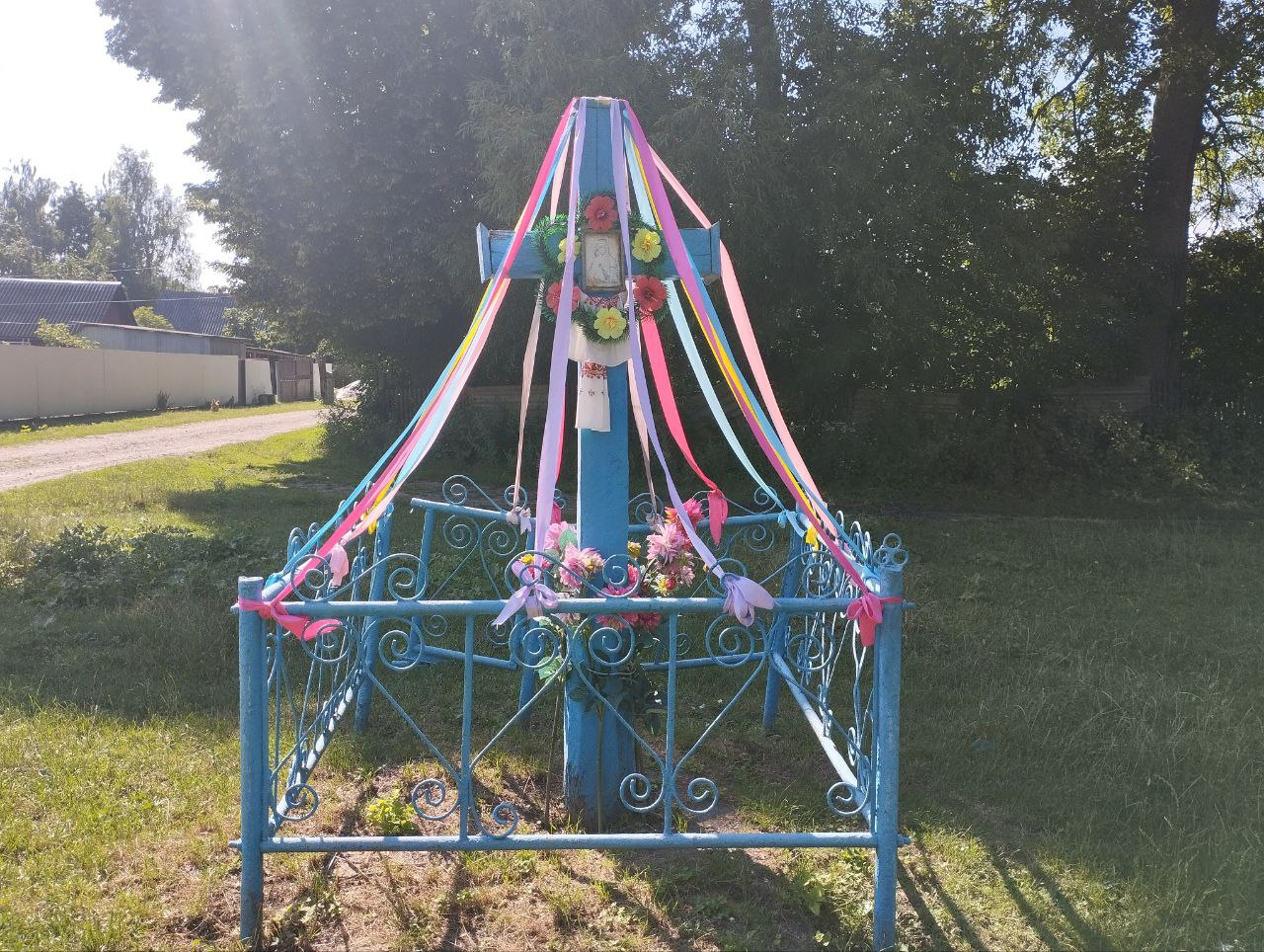
Хрест в центрі села

19 липня 2020 року, в результаті адміністративно-територіальної реформи та ліквідації Ізяславського району, село увійшло до складу новоутвореного Шепетівського району.

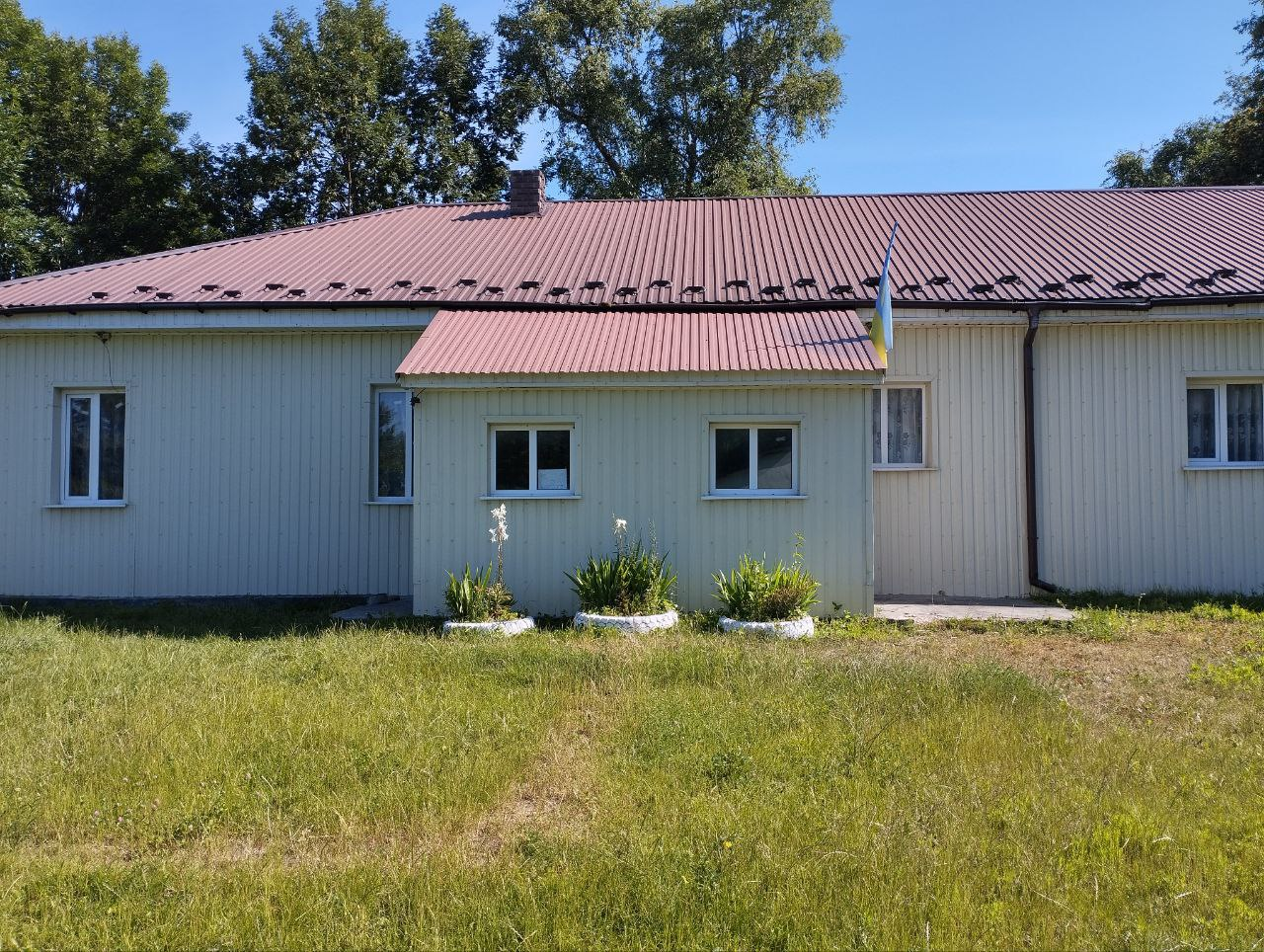
Припутнівська сільська бібліотека

## Галерея

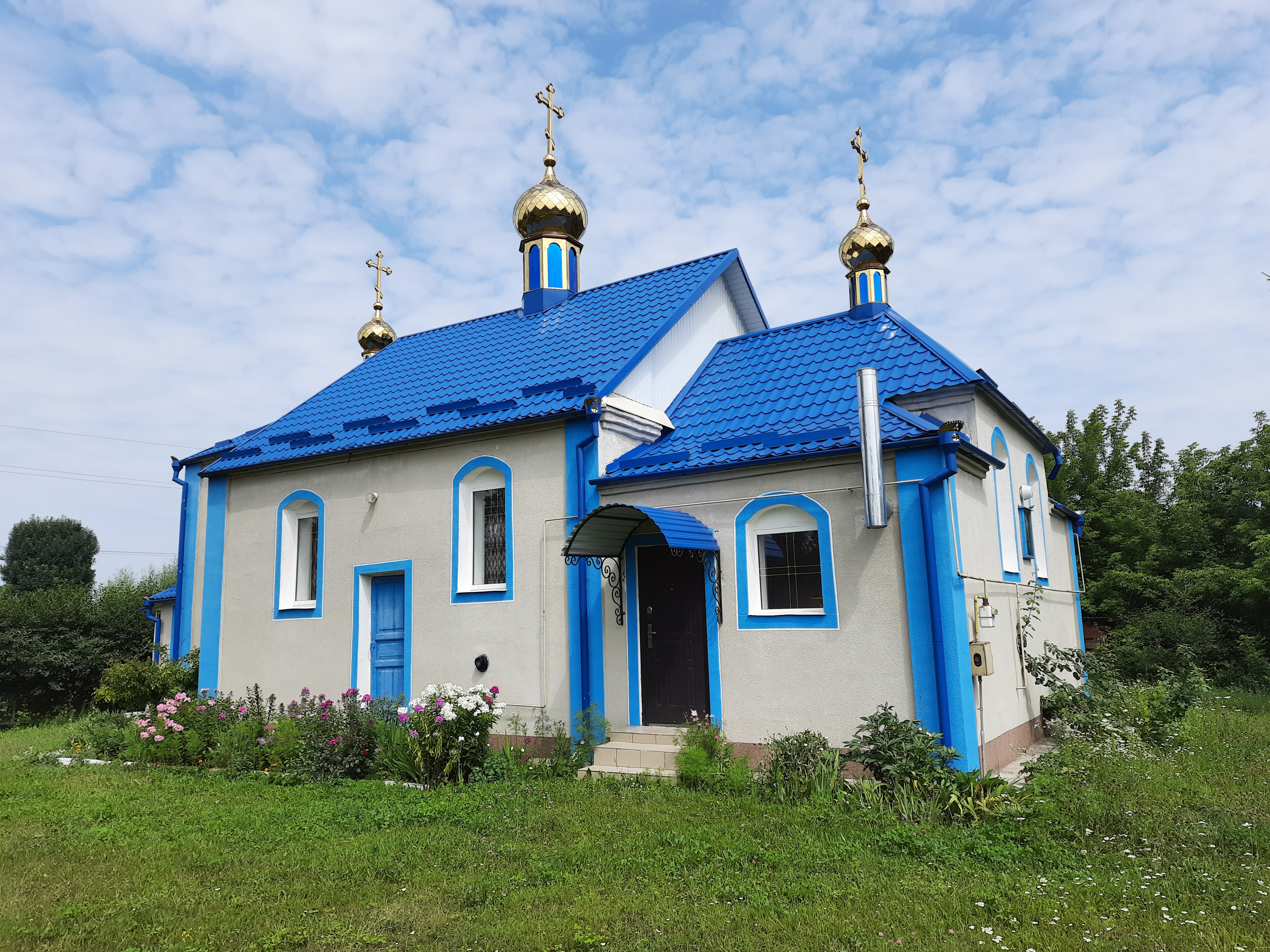
Покровська церква с.Припутні
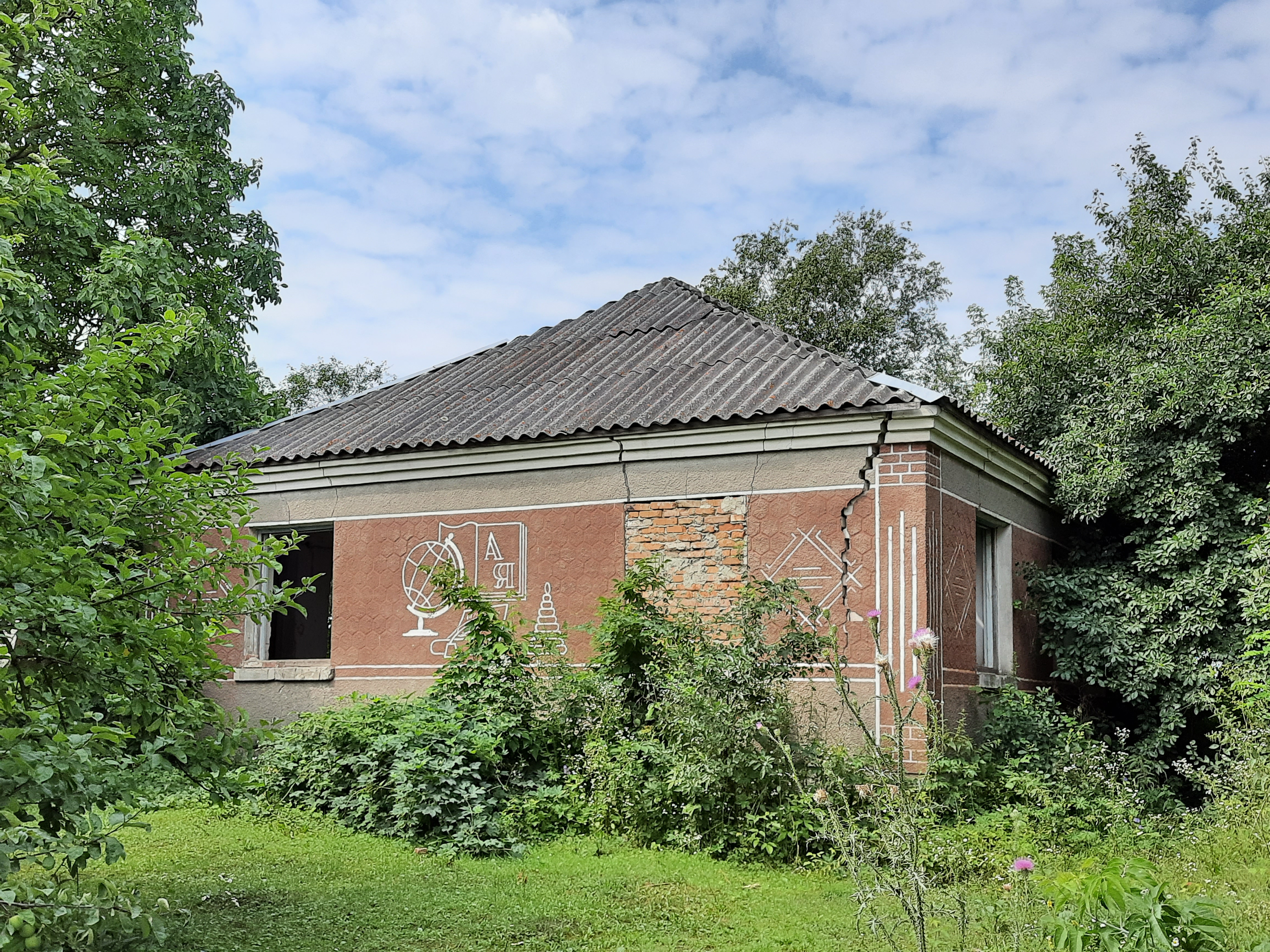
Будівля колишньої  школи
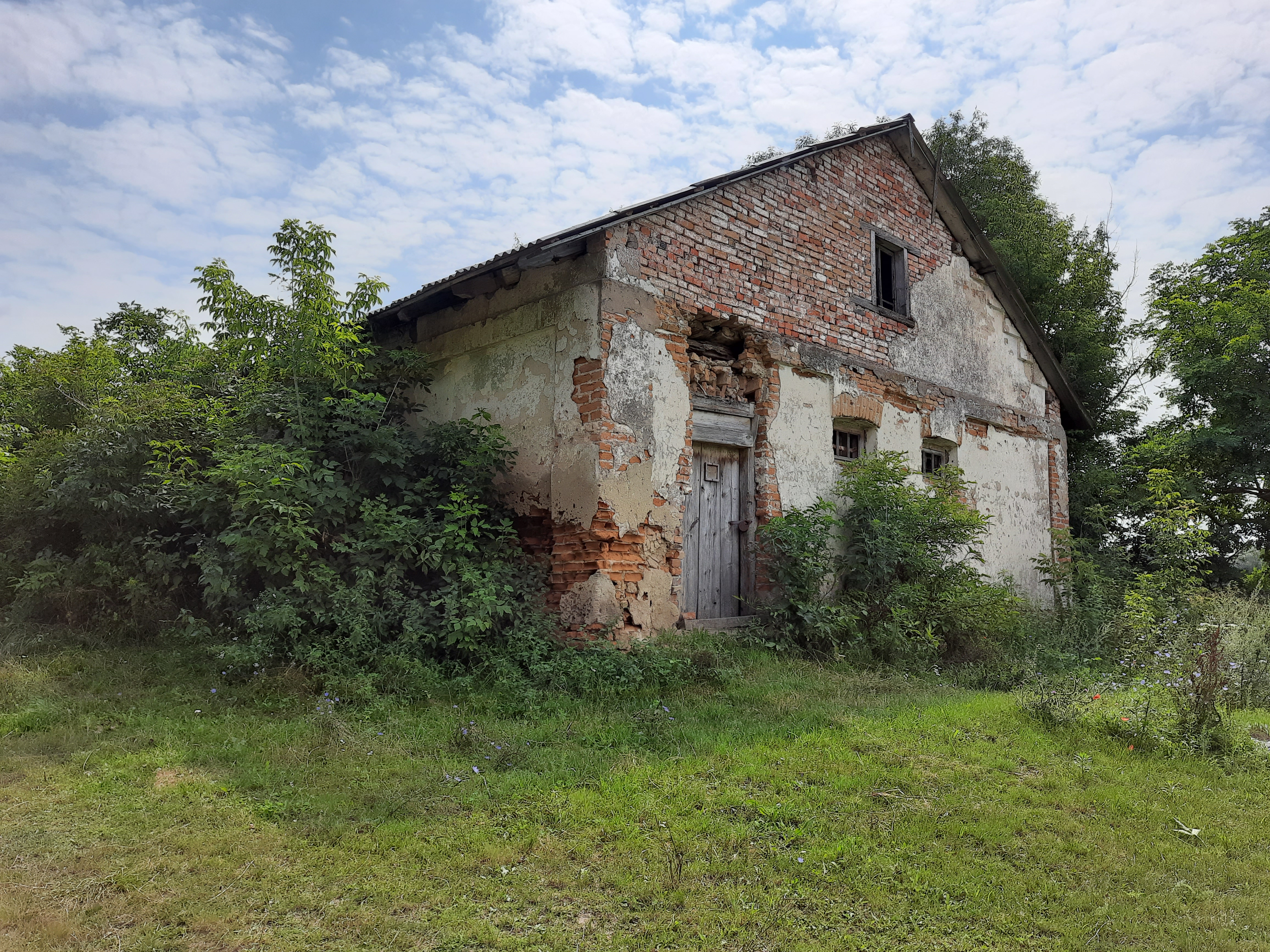
Стара комора
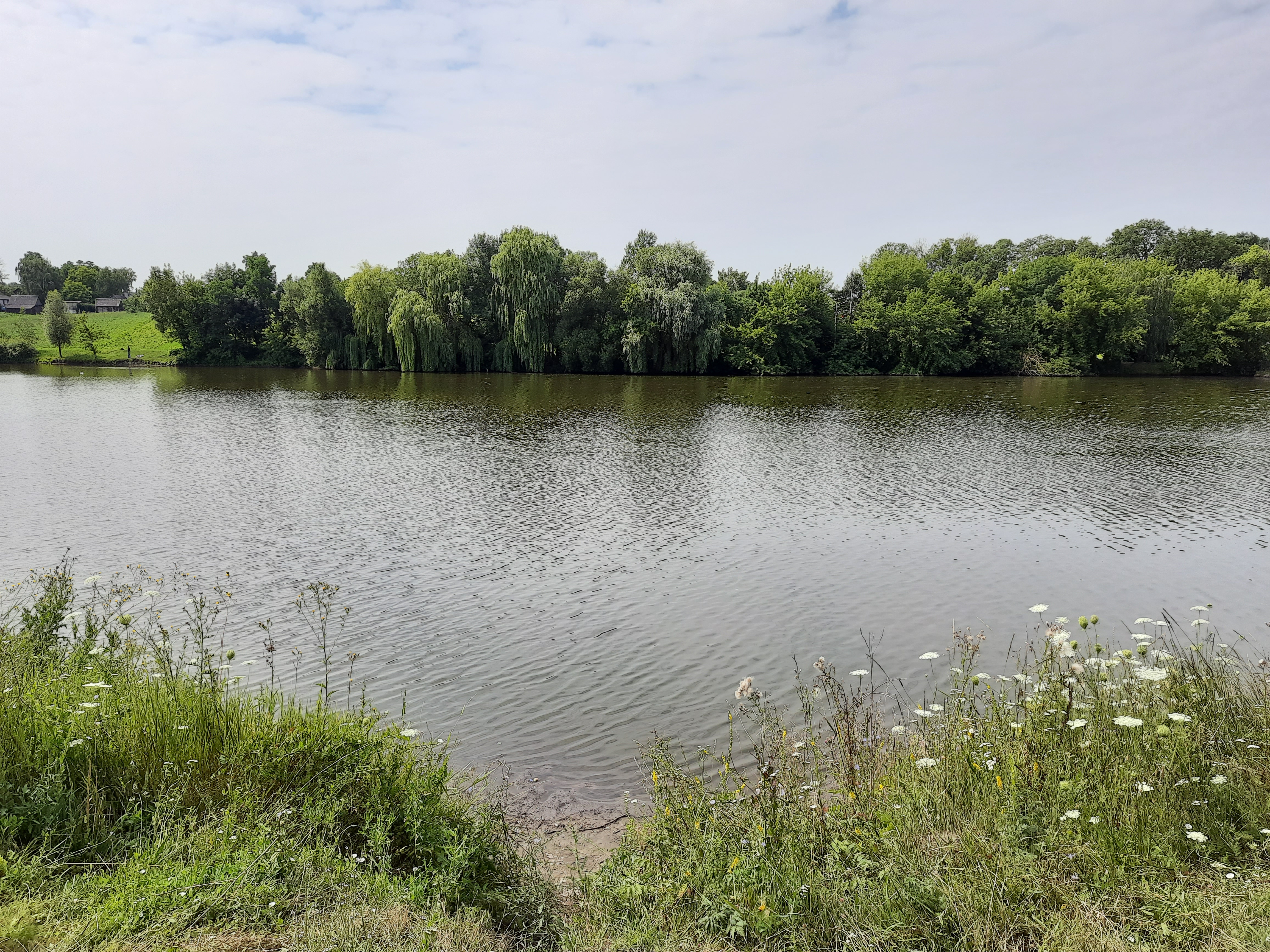
Став